# Nicholas R. Bailey
Nicholas R. Bailey (Birmingham, 5 juli 1971) is een Brits acteur.

## Carrière
Bailey begon in 1994 met acteren in de televisieserie The Bill, waarna hij nog meerdere rollen speelde in televisieseries en films. Hij is vooral bekend van zijn rol als de huisarts Anthony Trueman in de televisieserie EastEnders waar hij in 247 afleveringen speelde (2000-2014).
Bailey acteert naast televisie ook in het theater, zo speelde hij in onder anderen Macbeth en King Lear.

## Filmografie

### Films
Uitgezonderd korte films.
- 2006 Manchester Passion - als Peter
- 2003 Comic Relief 2003: The Big Hair Do - als dr. Anthony Trueman
- 1999 Sex 'n' Death - als Tony
- 1995 I.D. - als Micky
- 1994 Jolly a Man for All Seasons - als klassiek FM d.j.

### Televisieseries
Uitgezonderd eenmalige gastrollen.
- 2018 Strangers - als Martin - 2 afl.
- 2014 Doctors - als Stuart Houghton - 4 afl.
- 2000-2014 EastEnders - als dr. Anthony Trueman - 247 afl.
- 2011 House of Anubis - als sergeant Roebuck - 9 afl.
- 1998-1999 Casualty - als Felix - 2 afl.
- 1998 Heartburn Hotel - als prins Ekoku - 2 afl.
- 1996-1997 Coronation Street - als Lee Middleton - 8 afl.
- 1996 Accused - als Jack Vincent - 7 afl.